# James Bruce
James Bruce (Kinnaird, 1730. december 14. –  1794. április 27.) skót utazó. Éveket töltött Észak-Afrikában és Etiópiában, a Nílus forrását kereste.

## Ifjúkora
Az Edinburgh-i Egyetemen tanult, és már akkor érdekelte a hajózás, de összeházasodott egy borkereskedő leányával, és ez arra késztette, hogy beszálljon az üzletbe.

## Pályakezdése
A felesége 1754-ben meghalt, ezután Bruce az üzlet részeként kiutazott Portugáliába és Spanyolországba. Keleti kéziratokat, arab és ősi etióp nyelvet tanulmányozott. Amikor kitört a háború Spanyolországgal szemben,  beadott egy tervet a brit kormánynak Ferrol megtámadására. Javaslatát nem fogadták el, de lehetőséget kapott Algírban az ősi romokat és leleteket tanulmányozni, ami nagyon érdekelte. Hat hónapig Itáliában tanult a régiségekről. Bruce 1763 márciusában érkezett Algírba. Idejét a megadott feladatai végzésével töltötte, de a megígért segítség nélkül. 1765 augusztusában, amikor a konzulátus utódja megérkezett, Bruce megkezdte a római romok feltárását Barbaryban. Megvizsgálva számos kelet-algériai romot, szárazföldön utazott Tuniszból Tripoliba, és Ptolemaida partján átjutott Candia felé, de hajótörést szenvedett Bengázi közelében, és partra kellett úsznia.

## A Nílus és Etiópia

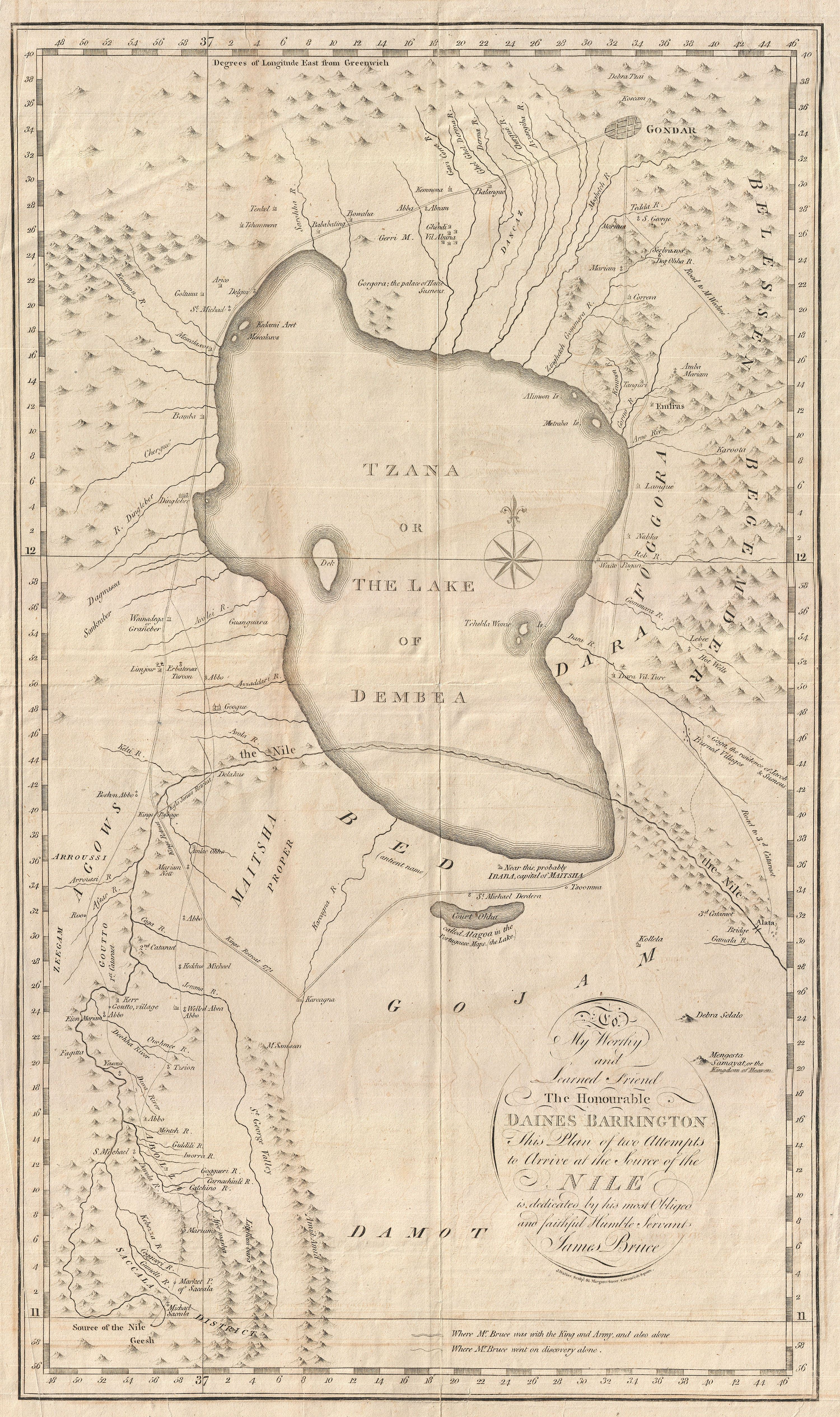
Bruce térképe a Nílus forrásáról

1768 júniusában megérkezett Alexandriába, miután elhatározta, hogy felfedezi a Nílus forrását, amely hite szerint Etiópiában volt. Kairóban megszerezte a mameluk uralkodó, Ali bej támogatását. A Vörös-tengeren hajóval folytatott útja után 1769 májusában elérte Dzsiddát (Jiddah), és az Arábiában tartózkodás után visszatért a Vörös-tengeren, és Massawa partjára érkezett. Szeptember 19-én megérkezett Gondarba, az akkori Etiópia fővárosába. Két évig Etiópiában tartózkodott, tudást szerzett, könyveket másolt és gyógynövényeket gyűjtött, amelyek speciális orvosi felhasználásúak voltak. Ezeket a gyógynövényeket később ajándékba adta a francia és az olasz uralkodóknak. Állítólag elhatározta, hogy eléri a Kék-Nílus forrását, és a maláriából való felépülése után, 1770 októberében újra útnak indult. Ezúttal saját kis csapatával utazott, amely Baluganiból és egy Strates nevű görögből állt. Az utolsó felvonásra 1770. november 4-én került sor. Késő délután, miután másztak már 2800 métert, egy templom fölé értek. A segéd mögé mutatott, ahol egy kisebb mocsár volt, közepén egy dombbal. Ahogy sejtette, ez volt a Nílus forrása. Bár Bruce beismerte, hogy a Fehér-Nílus a nagyobb, azt állította, hogy a Kék-Nílus volt az ősi Nílus, és így ő a forrás felfedezője.

## Visszatérése
1771 decemberében Gondarból távozva, hatalmas nehézségek ellenére, Sennarból Núbiába ment, és ezzel az első európai lett, aki átszelte a Kék-Nílust egészen a Fehér-Nílusig való kapcsolódásig. 1772. november 29-én Asszuánba (Aswan) ért, ahol visszatért a sivatagba, hogy visszaszerezze folyóiratait és poggyászát, amelyet a rablók, akik elvették tőle, a tevék elhullása miatt hátrahagytak. Kairót 1773 januárjában érte el, és márciusban megérkezett Franciaországba, majd 1774 júniusában érkezett Londonba. Itt James Boswell interjút készített vele, de nagyon sértette az általános hitetlenkedés, mert sokan nem hitték el, amit elmondott. Bruce ezután 44 évesen nyugdíjba ment és visszavonult a kinnairdi otthonába.